# ریچموند، لندن
longitudeریچموند، لندنlatitudeریچموند، لندن
ریچموند، لندن (به انگلیسی: Richmond, London) یک منطقهٔ مسکونی در انگلستان است که در لندن واقع شده‌است.

## خصوصیات
ریچموند ۵٫۳۸ کیلومترمربع مساحت دارد.